# Crotalaria muenzneri
Crotalaria muenzneri är en ärtväxtart som beskrevs av Baker f.. Crotalaria muenzneri ingår i släktet sunnhampor, och familjen ärtväxter. Inga underarter finns listade i Catalogue of Life.